# دیمچوو
دیمچوو (به بلغاری: Dimchevo) یک منطقهٔ مسکونی در بلغارستان است که در بورگاس واقع شده‌است.
 دیمچوو ۱۷ کیلومتر مربع مساحت و ۱۵۸ نفر جمعیت دارد.